# Kanton Salles-Curan
Der Kanton Salles-Curan war bis 2015 ein französischer Wahlkreis im Département Aveyron und in der Region Midi-Pyrénées. Er umfasste vier Gemeinden im Arrondissement Millau; sein Hauptort (frz.: chef-lieu) war Salles-Curan. Die landesweiten Änderungen in der Zusammensetzung der Kantone brachten im März 2015 seine Auflösung. Vertreter im conseil général des Départements war zuletzt von 2008 bis 2015 Jean-Louis Grimal.

## Gemeinden
| Gemeinde              | Einwohner Jahr | Fläche km² | Bevölkerungsdichte | Code INSEE | Postleitzahl |
| --------------------- | -------------- | ---------- | ------------------ | ---------- | ------------ |
| Alrance               | 370 (2013)     | 35,4       | 10 Einw./km²       | 12006      | 12430        |
| Curan                 | 318 (2013)     | 41,2       | 8 Einw./km²        | 12307      | 12410        |
| Salles-Curan          | 1.064 (2013)   | 93,9       | 11 Einw./km²       | 12253      | 12410        |
| Villefranche-de-Panat | 716 (2013)     | 29,1       | 25 Einw./km²       | 12299      | 12430        |